# 日配食品
日配食品（にっぱいしょくひん）とは、主に流通業界で使われる用語で、ある種の食品を総称する言葉である。デイリーフーズ、デイリー食品、デイリー、日配品、日配等とも呼ばれる。「毎日店舗に配送される食品」の意。
近い意味を持つ語として「チルドグロサリー」（略してチルド）がある。

## 概要
これらは具体的にどのような食品を指すのか業者によって異なるが、牛乳、乳製品、畜産加工品、チルド飲料、豆腐、油揚げ、納豆、コンニャク、漬物、練物（かまぼこ・ちくわなど）、生麺類、生菓子など、
- メーカーによって生産され
- 冷蔵を要し
- あまり日持ちのしない

食品のことを指すことが多い。
その日に届いた商品は直ちに品出しする。賞味期限が短いため、店舗内で作る惣菜類とともに閉店時間が近くなると値下げ販売されることも多い。
なお、青果、鮮魚などの生鮮食品は含まれない。ただし、冷蔵を要しないものの、賞味期限が数日間しか設定されていないパンや、畜産物である卵などが含まれる場合も多く、モヤシのような工場で生産される青果や、日持ちのする冷凍食品・アイスクリームが含まれる場合もある。また、ハム、ソーセージなどの畜産加工食品を除外し、生鮮食品として扱う場合もある。
特に牛乳や乳製品、パンといったものを「洋日配」、豆腐や納豆、練物といったものを「和日配」と呼ぶ。